# Каттенбрук
Каттенбрук (нід. Cattenbroek) — селище в нідерландській провінції Утрехт. Входить до муніципалітету Монтфорт.
Його площа становить 4,16 км², а населення станом на 2021 рік складало 85 осіб.
Перша згадка про населений пункт датується 1217 роком.

## Галерея

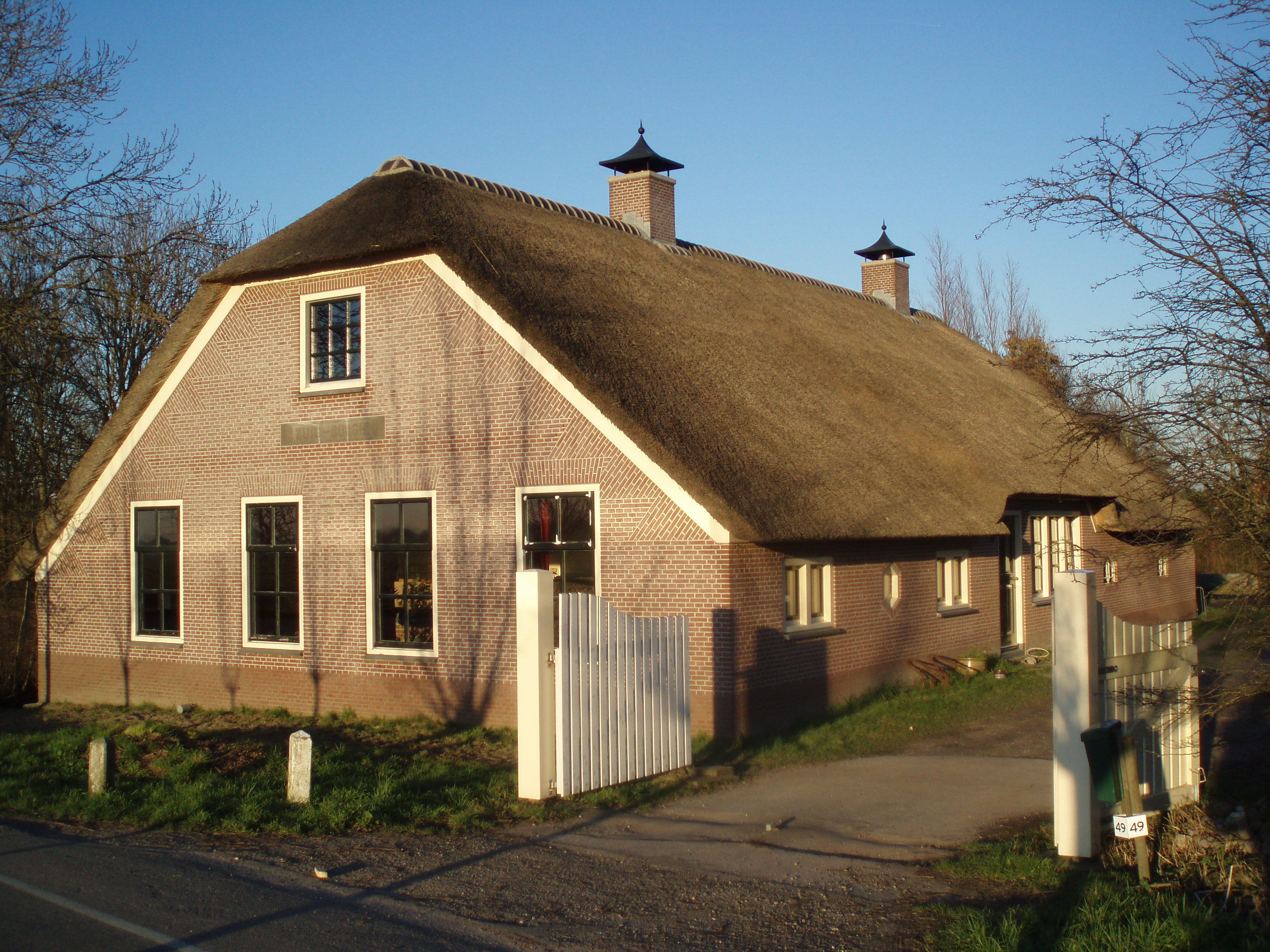
Ферма у Каттенбруці
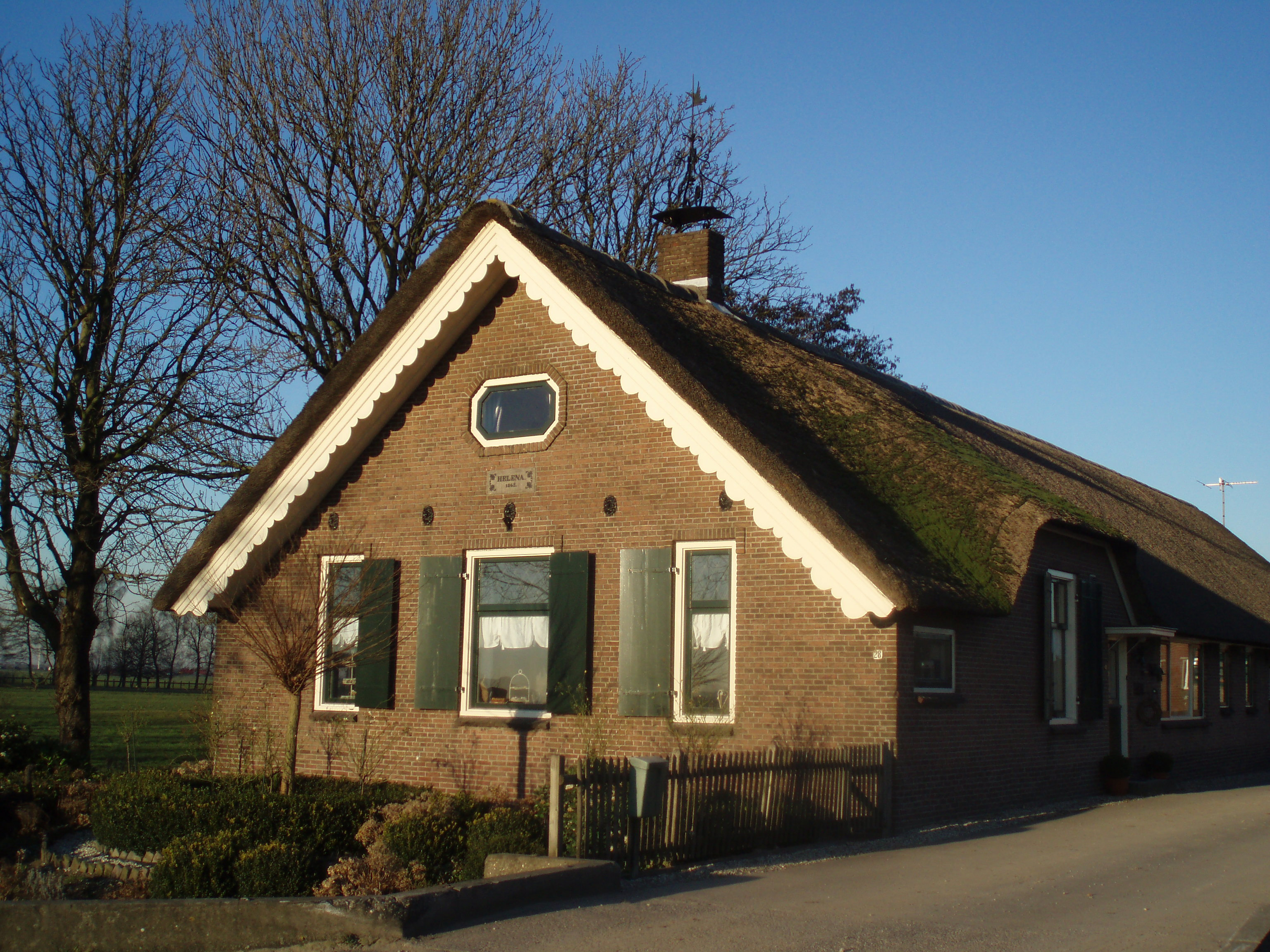
Ферма Helena
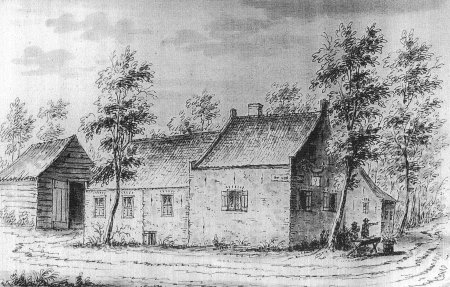
Малюнок трактира De Lindeboom (1729)
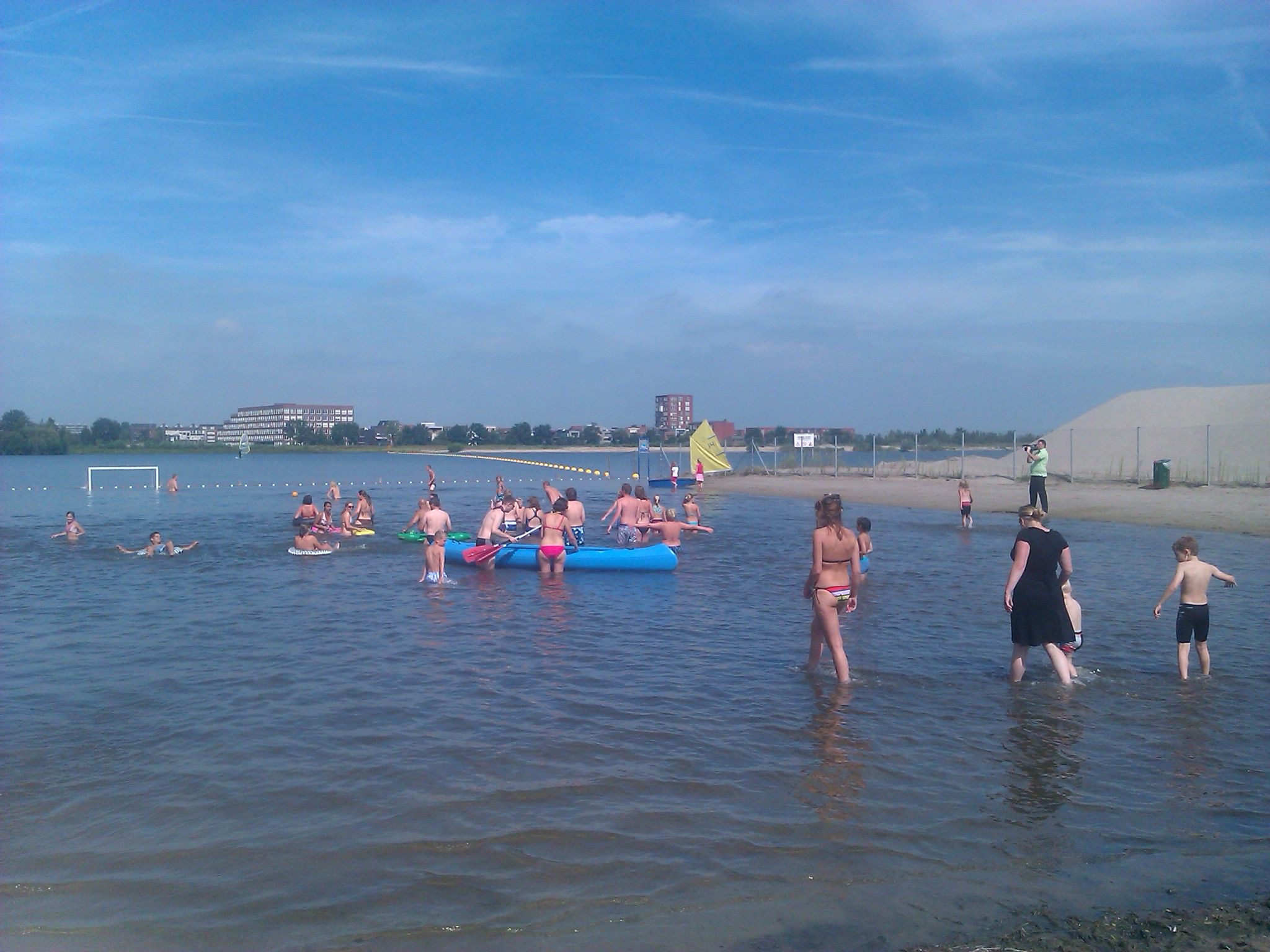
Озеро та пляж біля селища